# Mistrzostwa Europy w Biathlonie 2019
26. Mistrzostwa Europy w Biathlonie odbyły się w Raubiczy na Białorusi w dniach 20-24 lutego 2019 r.. Wyniki tych zmagań zaliczono do klasyfikacji generalnej Pucharu IBU.
W sumie rozegranych zostało osiem konkurencji: pojedyncza sztafeta mieszana, sztafeta mieszana oraz sprinty, biegi pościgowe i biegi indywidualne kobiet i mężczyzn.

## Harmonogram
Wszystkie godziny podane według czasu lokalnego (UTC+3). 
| Data      | Godzina | Konkurencja                  |
| --------- | ------- | ---------------------------- |
| 20 lutego | 16:00   | Bieg indywidualny mężczyzn   |
| 20 lutego | 19:30   | Bieg indywidualny kobiet     |
| 21 lutego | 16:00   | Pojedyncza sztafeta mieszana |
| 21 lutego | 19:00   | Sztafeta mieszana            |
| 23 lutego | 11:00   | Sprint mężczyzn              |
| 23 lutego | 14:00   | Sprint kobiet                |
| 24 lutego | 11:00   | Bieg pościgowy mężczyzn      |
| 24 lutego | 13:00   | Bieg pościgowy kobiet        |

## Wyniki

### Mężczyźni
| Konkurencja                          | Złoto         | Czas              | Srebro             | Czas              | Brąz             | Czas              |
| ------------------------------------ | ------------- | ----------------- | ------------------ | ----------------- | ---------------- | ----------------- |
| Bieg indywidualny na 20 km szczegóły | Krasimir Anew | 53:18.1 (0+1+0+0) | Tarjei Bø          | 53:21.8 (0+0+1+2) | Endre Strømsheim | 53:29.2 (0+1+0+1) |
| Sprint 10 km szczegóły               | Tarjei Bø     | 21:40.1 (1+0)     | Jesper Nelin       | 21:50.7 (0+0)     | Dmitrij Małyszko | 22:15.3 (0+0)     |
| Bieg pościgowy 12,5 km szczegóły     | Tarjei Bø     | 31:10.3 (0+0+0+1) | Matwiej Jelisiejew | 31:38.8 (0+1+0+0) | Håvard Bogetveit | 32:04.5 (0+0+1+0) |

### Kobiety
| Konkurencja                          | Złoto                      | Czas              | Srebro                     | Czas              | Brąz            | Czas              |
| ------------------------------------ | -------------------------- | ----------------- | -------------------------- | ----------------- | --------------- | ----------------- |
| Bieg indywidualny na 15 km szczegóły | Hanna Öberg                | 48:13.1 (0+1+1+1) | Julija Żurawok             | 48:45.4 (0+1+0+0) | Iryna Kryuko    | 48:54.6 (0+0+1+1) |
| Sprint 7,5 km szczegóły              | Mona Brorsson              | 19:37.4 (0+0)     | Jekatierina Jurłowa-Percht | 20:14.9 (0+1)     | Hanna Öberg     | 20:23.0 (0+2)     |
| Bieg pościgowy 10 km szczegóły       | Jekatierina Jurłowa-Percht | 27:43.4 (0+0+0+1) | Iryna Kryuko               | 28:20.9 (0+1+0+0) | Nadine Horchler | 28:32.8 (0+0+1+0) |

### Konkurencje mieszane
| Konkurencja                            | Złoto                                                                         | Czas                                                      | Srebro                                                              | Czas                                                      | Brąz                                                                        | Czas                                                      |
| -------------------------------------- | ----------------------------------------------------------------------------- | --------------------------------------------------------- | ------------------------------------------------------------------- | --------------------------------------------------------- | --------------------------------------------------------------------------- | --------------------------------------------------------- |
| Pojedyncza sztafeta mieszana szczegóły | Rosja Jewgienija Pawłowa Dmitrij Małyszko Jewgienija Pawłowa Dmitrij Małyszko | 36:30.0 (0+2) (0+0) (0+0) (0+0) (1+3) (0+0) (0+1) (0+3)   | Szwecja Anna Magnusson Jesper Nelin Anna Magnusson Jesper Nelin     | 36:50.6 (0+0) (0+0) (0+2) (0+1)                           | Francja Lou Jeanmonnot Aristide Bègue Lou Jeanmonnot Aristide Bègue         | 36:59.0 (0+1) (0+1) (0+0) (0+0) (0+1) (0+0) (0+3) (0+0)   |
| Sztafeta mieszana szczegóły            | Szwecja Emma Nilsson Mona Brorsson Martin Ponsiluoma Sebastian Samuelsson     | 1:05:16.0 (0+0) (0+2) (0+1) (0+0) (0+2) (0+2) (0+1) (0+0) | Niemcy Nadine Horchler Janina Hettich Lucas Fratzscher Philipp Horn | 1:05:33.7 (0+2) (0+1) (0+0) (0+2) (0+0) (0+1) (0+0) (0+0) | Białoruś Dzinara Alimbiekawa Hanna Soła Raman Jalotnau Siergiej Boczarnikow | 1:05:45.8 (0+1) (0+0) (0+0) (0+0) (0+1) (0+2) (0+0) (0+2) |

## Tabela medalowa
| #  | Reprezentacja | Złoto | Srebro | Brąz | Razem |
| -- | ------------- | ----- | ------ | ---- | ----- |
| 1. | Szwecja       | 3     | 2      | 1    | 6     |
| 2. | Rosja         | 2     | 2      | 1    | 5     |
| 3. | Norwegia      | 2     | 1      | 2    | 5     |
| 4. | Bułgaria      | 1     | 0      | 0    | 1     |
| 5. | Białoruś      | 0     | 1      | 2    | 3     |
| 6. | Niemcy        | 0     | 1      | 1    | 2     |
| 7. | Ukraina       | 0     | 1      | 0    | 1     |
| 8. | Francja       | 0     | 0      | 1    | 1     |